# Carnival Glory
Die Carnival Glory ist ein Post-Panamax-Kreuzfahrtschiff der Reederei Carnival Cruise Line. Das mit 110.239 BRZ vermessene Kreuzfahrtschiff ist das zweite Schiff der Conquest-Klasse und fährt unter der Flagge Panamas.

## Geschichte

### Bau und Indienststellung
Die Carnival Glory entstand als 20. Schiffsneubau der Reederei auf der italienischen Werft Fincantieri in Monfalcone. Sie wurde am 1. Juli 1999 auf Kiel gelegt und konnte am 27. Juni 2003 an den Auftraggeber abgeliefert werden. Nach der 12-tägigen Überführung zum Standorthafen Port Canaveral folgte die Taufe am 14. Juli 2003 durch die Astrophysikerin und ehemalige Astronautin Dr. Sally Ride. Dabei benötigte sie mehrere Versuche, um mit der Flasche den Schiffsrumpf zu treffen.

### Einsatz
Nach einer fünftägigen Kreuzfahrt unmittelbar nach der Taufzeremonie wurde die Carnival Glory am 19. Juli 2003 als zu diesem Zeitpunkt größtes Kreuzfahrtschiff in Port Canaveral stationiert. Mittlerweile wird das Schiff von unterschiedlichen Basishäfen (u. a. Miami, Charleston) ausgehend hauptsächlich in der Karibik eingesetzt. Aufgrund ihrer Breite sind Panamakanal-Passagen jedoch nicht möglich.
Darüber hinaus führt die Carnival Glory ausgehend vom Basishafen New York auch Fahrten an der amerikanischen Ostküste durch.

### Unfall 2019
Am 20. Dezember 2019 kam es im Hafen von Cozumel (Mexiko) zu einer Kollision mit einem anderen Kreuzfahrtschiff. Dabei rammte die anlegende Carnival Glory den Bug der bereits am Pier vertäuten Carnival Legend. Eine Person wurde dabei verletzt. Nach einer provisorischen Reparatur konnten beide Schiffe ihre Kreuzfahrten fortsetzen.

### Hurrikan Ida
Seit September 2021 chartert die Federal Emergency Management Agency das Schiff. Es liegt in New Orleans und soll bis zu 2.600 Personen im Zusammenhang mit den Aufräumarbeiten in Folge des Hurrikanes Ida beherbergen.

### Neue Rumpfbemalung
Im Sommer 2021 erhielt die Carnival Glory bei einem Werftaufenthalt in Marseille eine neue Rumpfbemalung. Dabei wurde der bisher weiße Bug blau gestrichen. Anlass ist das 50. Jubiläum der Reederei im Jahr 2022.

## Maschinenanlage und Antrieb
Die dieselelektrische Maschinenanlage der Carnival Glory ist mit der des Typschiffes Carnival Conquest nahezu identisch. Bei den vier 16-Zylinder und zwei 12-Zylinder-Wärtsilä-N.S.D.-Dieselmotoren handelt es sich um Lizenzbauten der Sulzer-Baureihe ZA40S mit einer Zylinderleistung von 720 kW (ca. 980 PS). Sie treiben Generatoren von ABB an, die das Schiff mit elektrischer Energie versorgen. Der Antrieb der beiden Festpropeller erfolgt über Wellenanlagen mit Drehstrom-Synchronmotoren.
Während eines regulären Trockendockaufenthalts Ende Januar 2010 im Grand Bahama Shipyard in Freeport (Bahamas) wurden die bisherigen in Monoblock-Bauweise hergestellten 5-Blatt-Festpropeller sowie die Ruderblätter durch das „Promas Lite“-Antriebssystem von Rolls-Royce ersetzt. Dieses integrierte Propeller-Ruder-System besteht aus 4-Blatt-Festpropellern mit einzeln verschraubten Blättern (Durchmesser: 5,8 m) und optimierte Ruder. Die neue Antriebsanlage soll nach Angaben des Herstellers eine Effektivitätssteigerung von 11 – 13 % erreichen.

## Kabinen und Bordeinrichtungen
Die Carnival Glory war ursprünglich mit 1.469 Kabinen ausgestattet, von denen ca. 60 % außen angeordnet sind. Von den Außenkabinen verfügen wiederum ca. 60 % über einen Balkon.
Das Schiff wurde von Joseph Farcus mit dem Thema „Farben“ entworfen. Dementsprechend beziehen sich die Namen der öffentlichen Bereiche auf Farben und Farbtöne. Der Name des Schiffes verweist auf den Spitznamen der amerikanischen Nationalflagge („Old Glory“).
Der Mittelpunkt der Carnival Glory bildet die „Colors Lobby“ auf Deck 3 („Lobby“-Deck) mit dem „Old Glory“-Atrium, das bis auf Deck 10 („Panorama“-Deck) hinaufreicht und dort von einer Glaskuppel abgeschlossen wird. Im Atrium sind vier Panorama-Aufzüge installiert. Im hinteren Teil des Schiffs befindet sich ein weiteres kleineres Atrium („Spectrum“), das über drei Decks reicht und über den „Caleidoscope Boulevard“ auf Deck 5 mit den öffentlichen Bereichen mittschiffs und im Bug verbunden ist.
Die Carnival Glory ist unter anderem mit 22 themenbezogenen Bars und Lounges ausgestattet. Das Haupttheater („Amber Palace“, dt. Bernsteinpalast) bietet Platz für ca. 1.400 Besucher und wurde nach dem Vorbild des Bernsteinzimmers gestaltet. Die beiden Hauptrestaurants („Golden Restaurant“ und „Platinum Restaurant“) orientieren sich an den Gold- und Silbertempeln der japanischen Stadt Kyōto. Zwischen den beiden Restaurants befindet sich der Haupt-Küchenbereich. Das „Ebony Cabaret“ im Heck wurde in Anlehnung an afrikanische Kunst gestaltet.
An Bord der Carnival Glory gibt es vier Pools. Einer davon (mittschiffs, „Turquoise Pool“) verfügt über eine ca. 65 m lange Wasserrutsche, ein weiterer (achtern, „Azure Lido Pool“) kann mit einer beweglichen Dachkonstruktion („Magrodome“) abgedeckt und auch bei schlechten Wetterverhältnissen genutzt werden.
Der Wellness-Bereich mit einer Fläche von ca. 1.350 m² befindet sich auf Deck 11, auf dem „Sky“-Deck wurde ein „Serenity“-Bereich eingerichtet, der Erwachsenen vorbehalten ist.
Ende Januar 2010 wurden die Bordeinrichtungen des Schiffes umfassend überholt und modernisiert. Dabei wurde auf dem „Panorama“-Deck auch das sogenannte „Seaside Theater“ eingerichtet, das aus einem LED-Bildschirm mit einer Fläche von ca. 25 m² und einem 70.000-Watt-Tonsystem besteht. Darüber hinaus wurden weitere 18 Kabinen auf dem „Spa“-Deck mit Balkonen ausgestattet. Damit verfügt die Carnival Glory über 1.487 Balkonkabinen.